# Tania Filip
Tania Filip (n. 24 iunie 1959, București) este o actriță română. A debutat la Teatrul Național București, la vârsta de 19 ani. Este profesor conferențiar universitar la UNATC. Este căsătorită cu fostul ambasador român la Londra, Dan Ghibernea, cu care are o fiică.

## Studii
- Liceul de Muzică "Dinu Lipatti"-secția pian (1966-1978)
- Studiază baletul la Palatul Pionierilor (1964-1976)
- IATC - secția actorie, clasa profesor Amza Pellea (1978-1982)
- Bursă Fulbright (1993)

## Activitate profesională
- Debutează la Teatrul Național București (1980)
- Actriță la Teatrul de Stat Oradea (1984)
- Actriță la Teatrul Național din Craiova (1984-1986)
- Actriță la Teatrul Nottara București (1986-2001)

## Filmografie
- Profetul, aurul și ardelenii (1978)
- Artista, dolarii și ardelenii (1980)
- Pruncul, petrolul și ardelenii (1981)
- Punga cu libelule (1981)
- Grăbește-te încet (1982)
- Calculatorul mărturisește (1982)
- Căruța cu mere (1983)
- Bocet vesel (1984)
- Mitică Popescu (1984)
- Mireasma ploilor tîrzii (1985)
- Întunecare (1986)
- Rezerva la start (1987)

## Volume publicate
- "Perenitatea lui Stanislavski" (2002)

## Premii
- Premiul pentru debut la "Hagi Tudose"
- Premiul pentru cea mai bună interpretare feminină la "Ifigenia"

## Afilieri
- Membră a grupului SONG